# Bowmaniella mexicana
Bowmaniella mexicana är en kräftdjursart som först beskrevs av W. M. Tattersall 1951.  Bowmaniella mexicana ingår i släktet Bowmaniella och familjen Mysidae. Inga underarter finns listade i Catalogue of Life.